# Clastobasis serrulata
Clastobasis serrulata är en tvåvingeart som beskrevs av Mitsuhiro Sasakawa 2005. Clastobasis serrulata ingår i släktet Clastobasis och familjen svampmyggor. Inga underarter finns listade i Catalogue of Life.